# Élection présidentielle islandaise de 1980

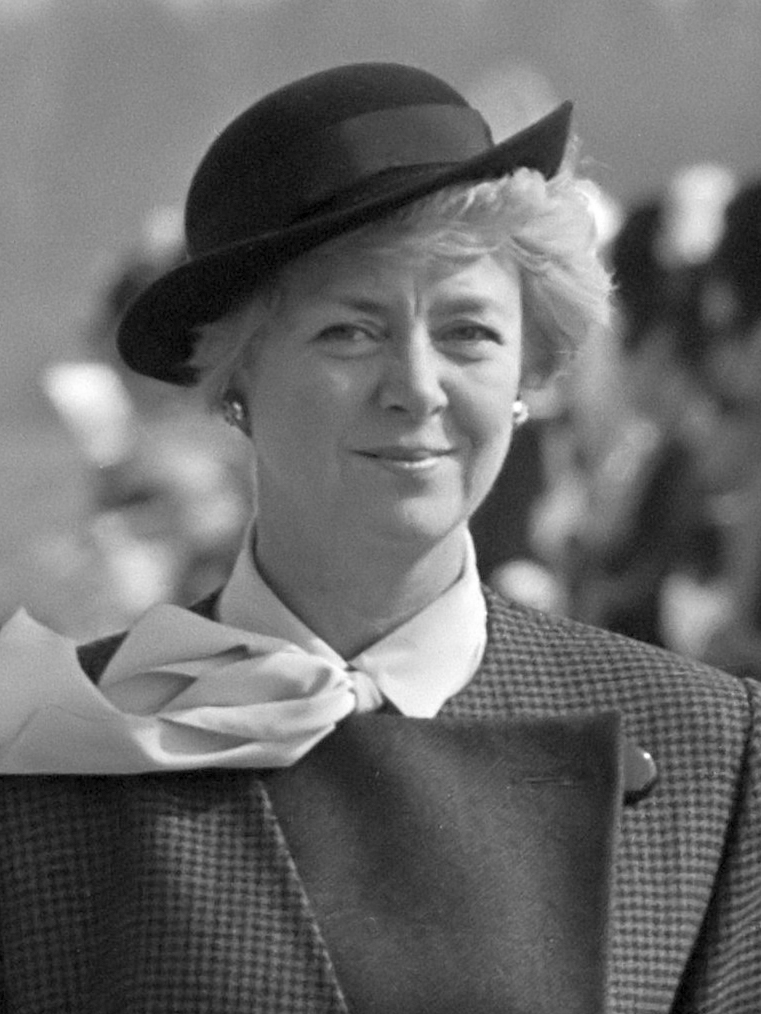
Vigdís Finnbogadóttir, première présidente élue d'Islande, en 1985.

L'élection présidentielle islandaise de 1980 vise à élire le président de l'Islande. Vigdís Finnbogadóttir a remporté cette élection. Elle devint ainsi la première femme du monde à être élue démocratiquement à la tête d'un État.

## Résultats du vote parrégion
|                        | Reykjavik | Suðurnes | Vesturland | Vestfirðir | Norðurland vestra | Norðurland eystra | Austurland | Suðurland | Total  | Exprimés |
| ---------------------- | --------- | -------- | ---------- | ---------- | ----------------- | ----------------- | ---------- | --------- | ------ | -------- |
| Albert Guðmundsson     | 24,6 %    | 22,3 %   | 14,5 %     | 9,9 %      | 14,2 %            | 10,9 %            | 9,8 %      | 20,9 %    | 19,8 % | 25 599   |
| Guðlaugur Þorvaldsson  | 29,4 %    | 31,4 %   | 35,6 %     | 34,2 %     | 36,8 %            | 39,3 %            | 33,6 %     | 32,9 %    | 32,3 % | 41 700   |
| Pétur J. Thorsteinsson | 15,3 %    | 14,9 %   | 13,8 %     | 18 %       | 11,1 %            | 11,6 %            | 10,9 %     | 11,1 %    | 14,1 % | 18 139   |
| Vigdís Finnbogadóttir  | 30,7 %    | 31,4 %   | 36,1 %     | 37,9 %     | 37,9 %            | 38,2 %            | 45,7 %     | 35,1 %    | 33,8 % | 43 611   |
| Total                  | 100 %     | 100 %    | 100 %      | 100 %      | 100 %             | 100 %             | 100 %      | 100 %     | 100 %  | 129 049  |

## Sources
L'ensemble des données présentées ainsi que leur consolidation sont issues du service national islandais de statistiques.